# 190 (nombre)
Pour les années, voir 190 et 190 av. J.-C..
Le nombre 190 (cent quatre-vingt-dix ou cent nonante) est l'entier naturel qui suit 189 et qui précède 191.
C'est :
- un nombre sphénique,
- un nombre Harshad,
- le 19e nombre triangulaire (donc le 10e nombre hexagonal et le 7e nombre ennéagonal centré).